# Гостыньский повет
Гостыньский повет (пол. Powiat gostyński) — повет (район) в Польше, входит как административная единица в Великопольское воеводство. Центр повета — город Гостынь. Занимает площадь 810,34 км². Население — 76 230 человек (на 31 декабря 2015 года).

## Административное деление
- города: Борек-Велькопольски, Гостынь, Кробя, Погожеля, Понец
- городско-сельские гмины: Гмина Борек-Велькопольски, Гмина Гостынь, Гмина Кробя, Гмина Погожеля, Гмина Понец
- сельские гмины: Гмина Пемпово, Гмина Пяски

## Демография
Население повета дано на 31 декабря 2015 года.
| Перепись            | Всего | Мужчины | Женщины |
| ------------------- | ----- | ------- | ------- |
| Всего               | 76230 | 37696   | 38534   |
| Городское население | 31899 | 15508   | 16391   |
| Сельское население  | 44331 | 22188   | 22143   |

## Фотографии

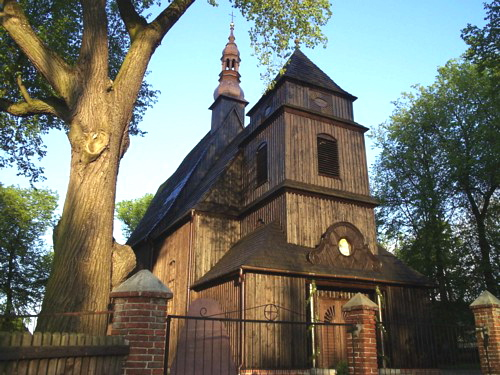
Костёл
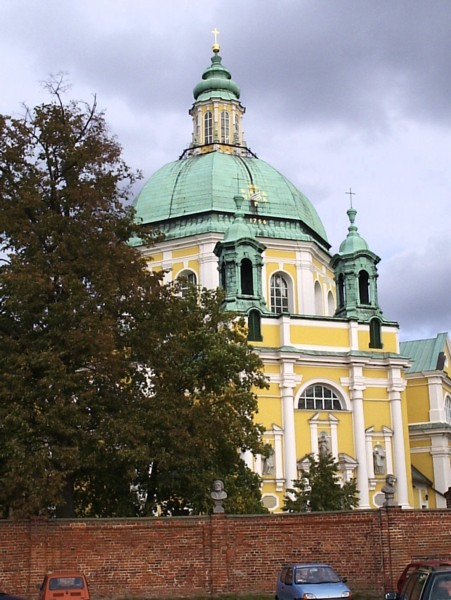
Базилика
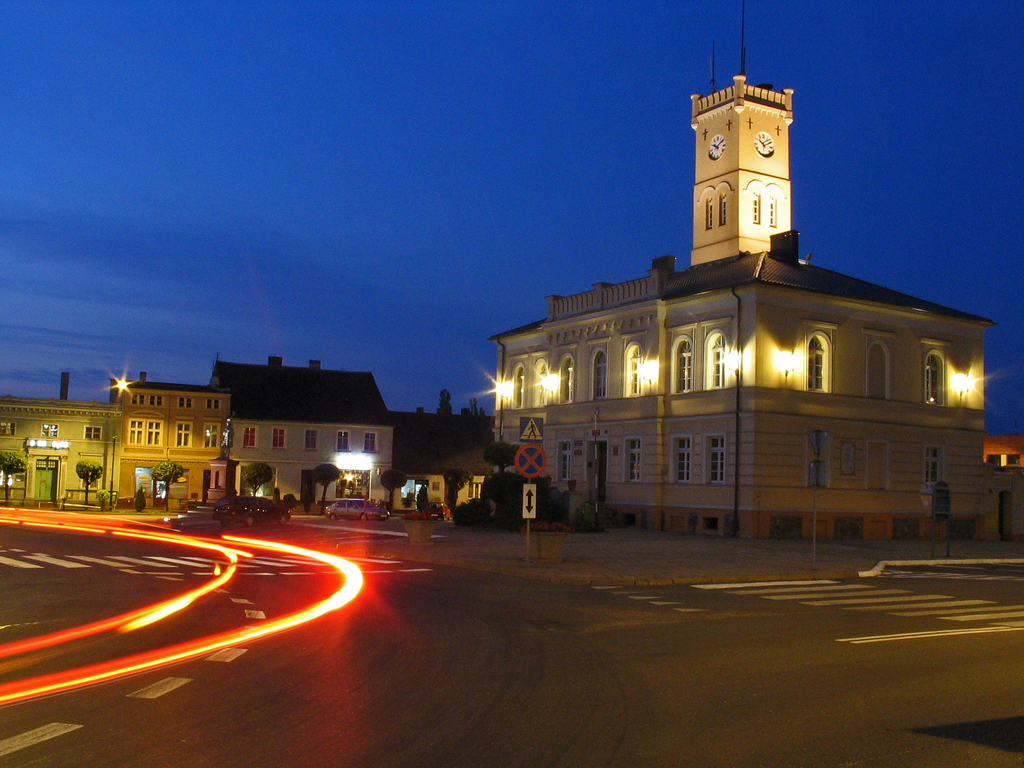
Рынок